# Мишківці (Чортківський район)
Мишкі́вці (пол. Myszkówce) — село, яке в радянський час було приєднане до Целіїва Тернопільської области.

## Історія
У Географічному словнику Королівства Польського вказано, що Мишківці знаходилися на відстані 15 км на північний-захід від Гусятина, на півдні межували з Нижбірком Старим та Новим, на заході з Копичинцями і Сухоставом, на півночі з Целіївом, а на схід — з Самолусківцями та Городницею.
Маєтком у селі володіла графиня Марія Голуховська. До маєтку входили 547 моргів орної землі, 80 моргів лук, 19 пасовиськ та 309 моргів лісу. Селянам належали 692 морги орної землі, 93 морги лук, 8 моргів пасовиськ.
Село було переважно українським. Наприкінці XIX ст. в ньому мешкали 502 греко-католики та 56 римо-католиків. У Мишківцях не було власної церкви, тому греко-католики належали до парафії в Целіїві, а римо-католики — у Копичинцях. У селі була школа.
До 1925 року ця місцевість належала до Гусятинського повіту. Проте 1 липня 1925 року адміністративним центром повіту стало місто Копичинці, відповідно змінив назву і повіт.
У міжвоєнний період до 1934 року село утворювало окрему сільську гміну, яка 1 серпня 1934 року в рамках реформи самоврядування на підставі нового закону про самоврядування (23 березня 1933 року) увійшла до нової сільської гміни Васильківці (Копичинецький повіт Тернопільського воєводства).
У радянський час село було приєднано до Целіїва.

## Релігія
- церква Успіння Пресвятої Богородиці (2000, мурована, УГКЦ).

## Галерея

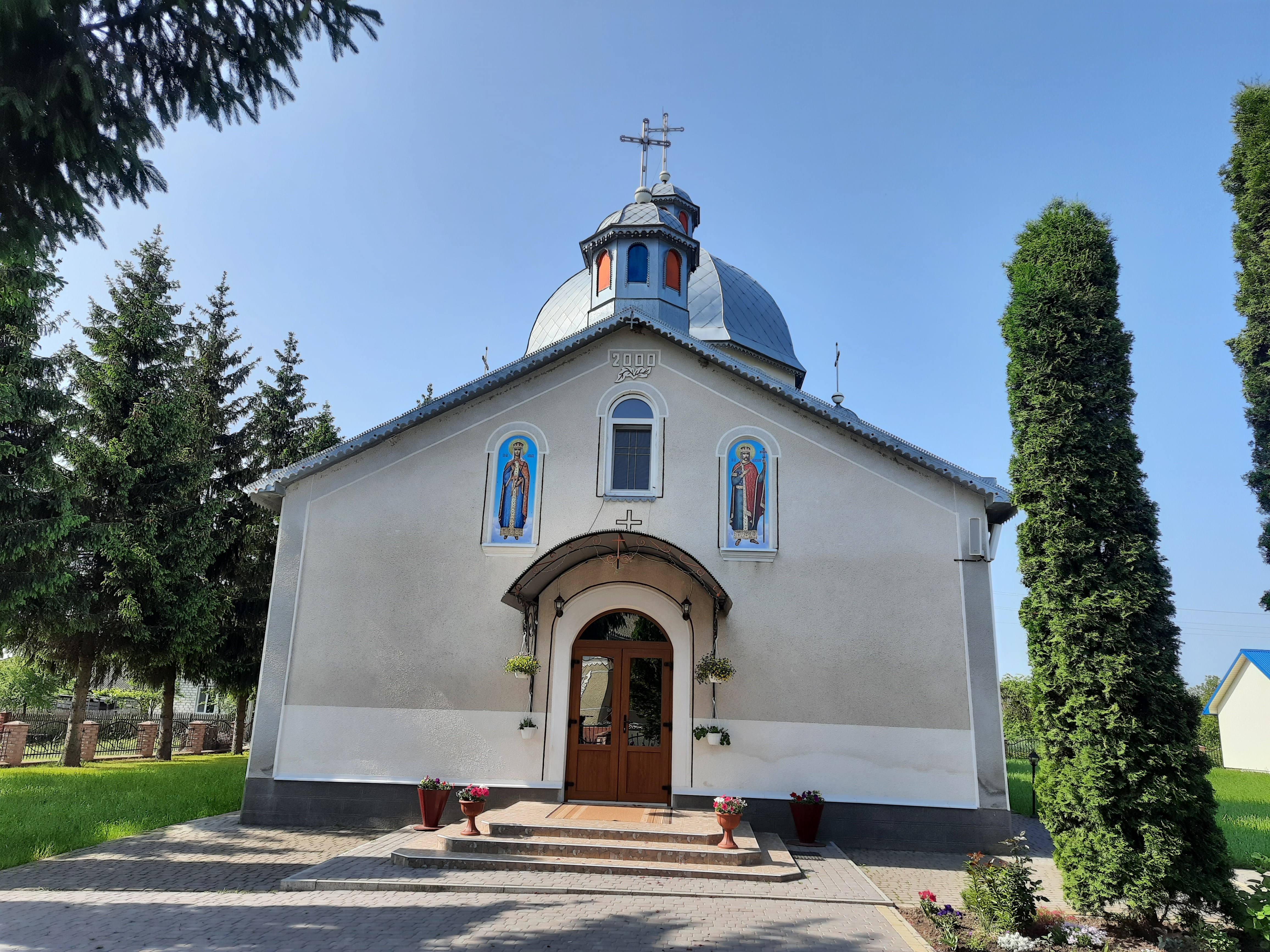
Церква Успіння Пресвятої Богородиці
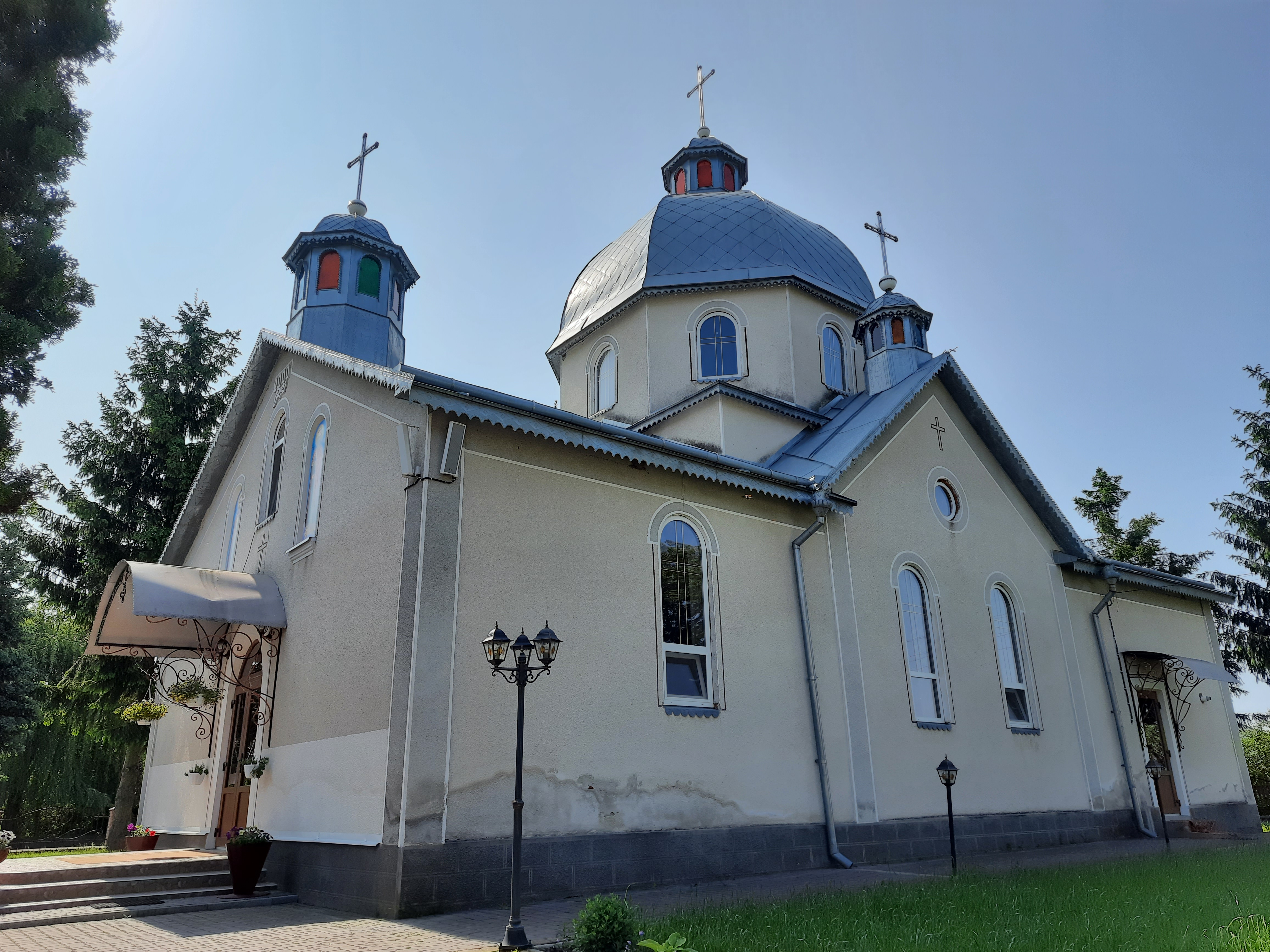
Церква Успіння Пресвятої Богородиці
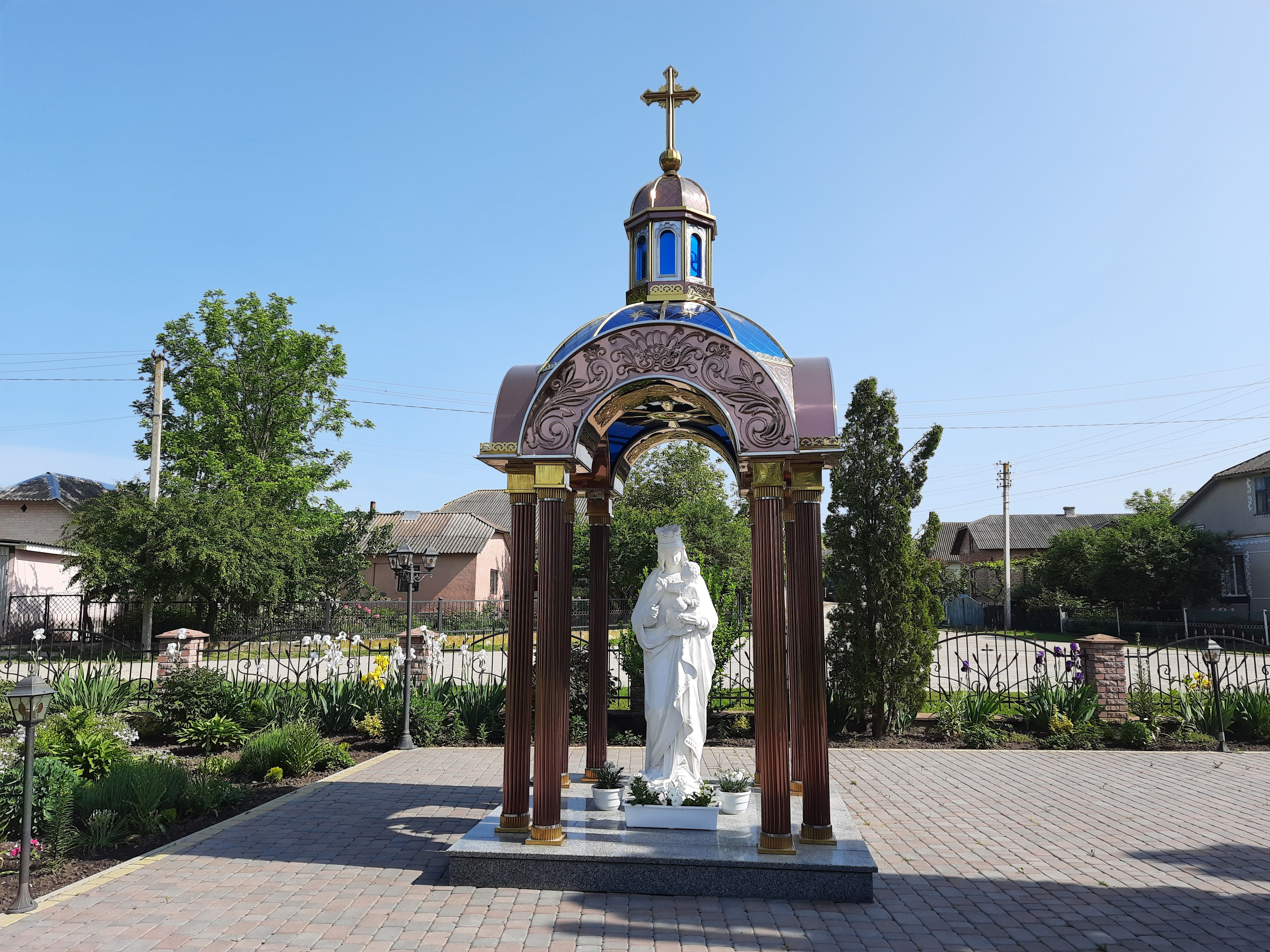
Капличка
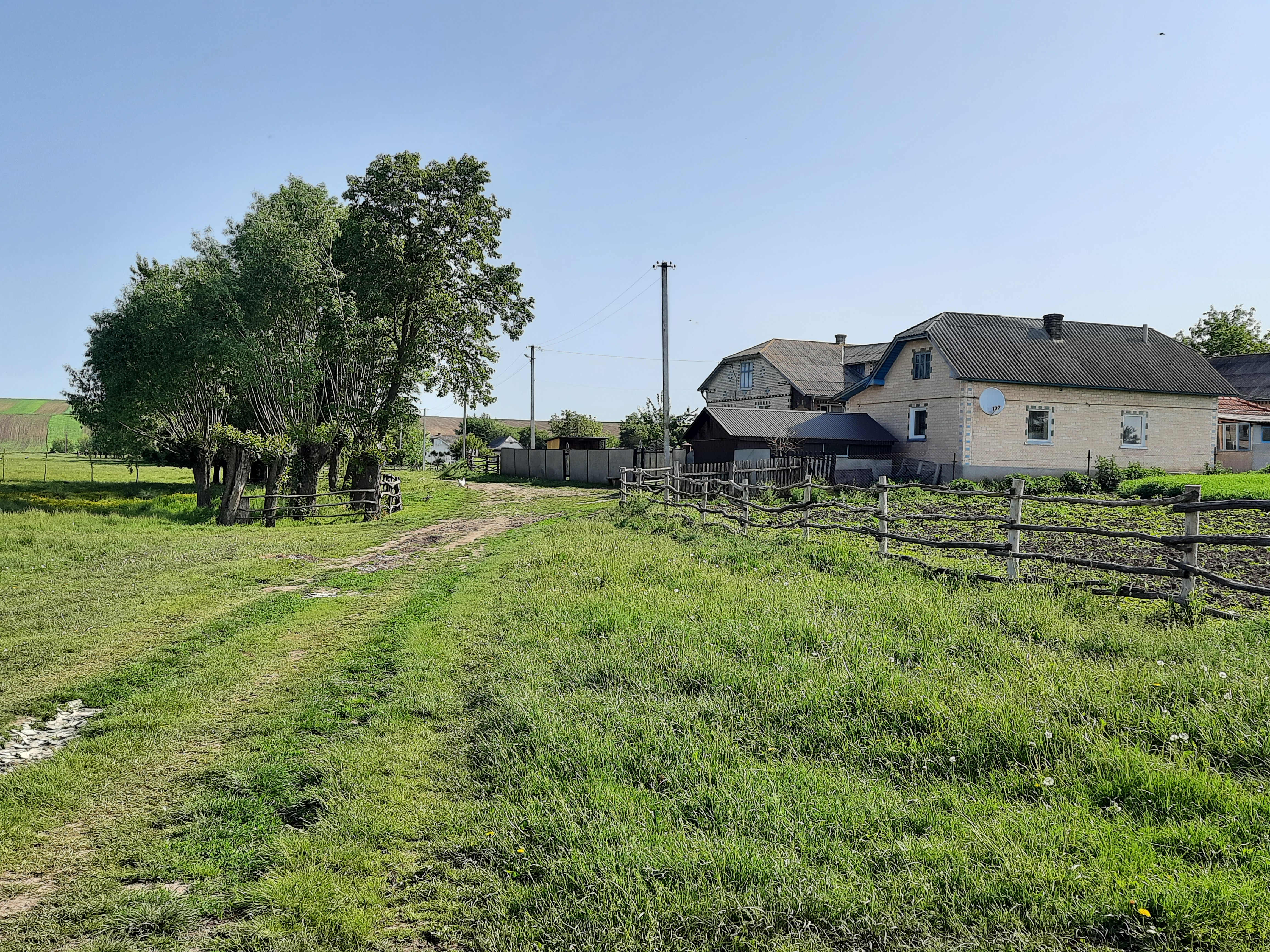
Околиця села
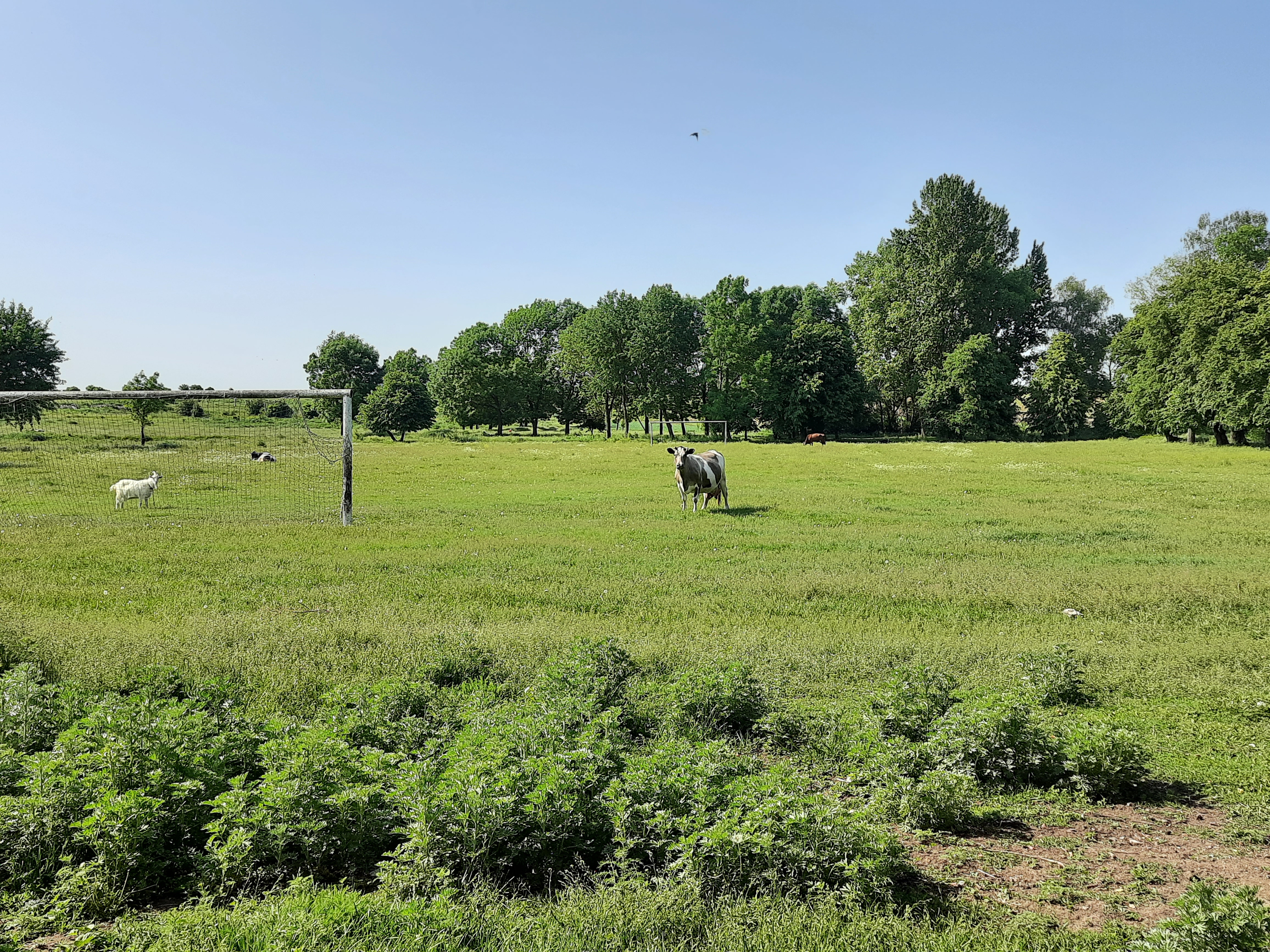
Стадіон
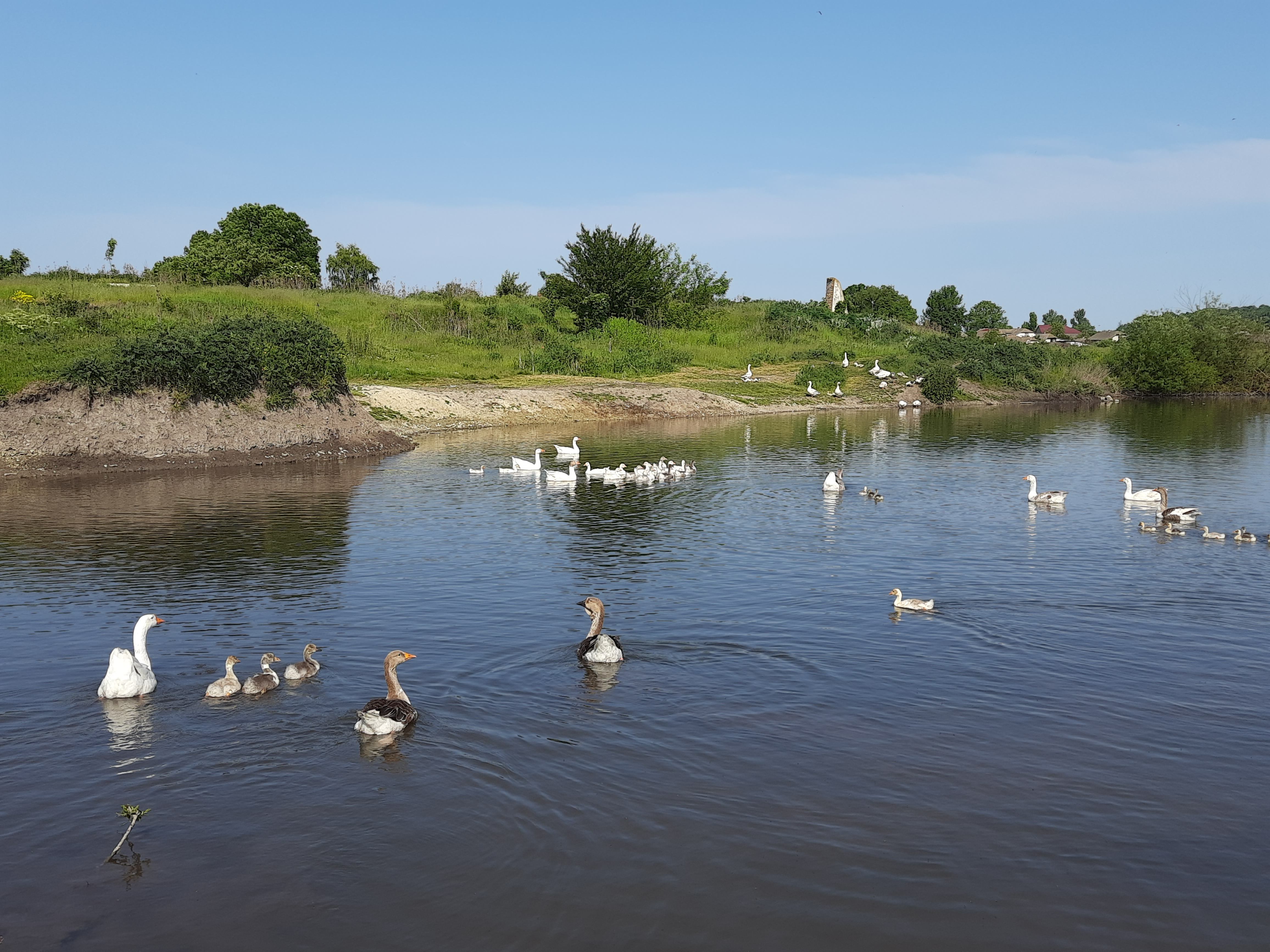
Річка Тайна біля села
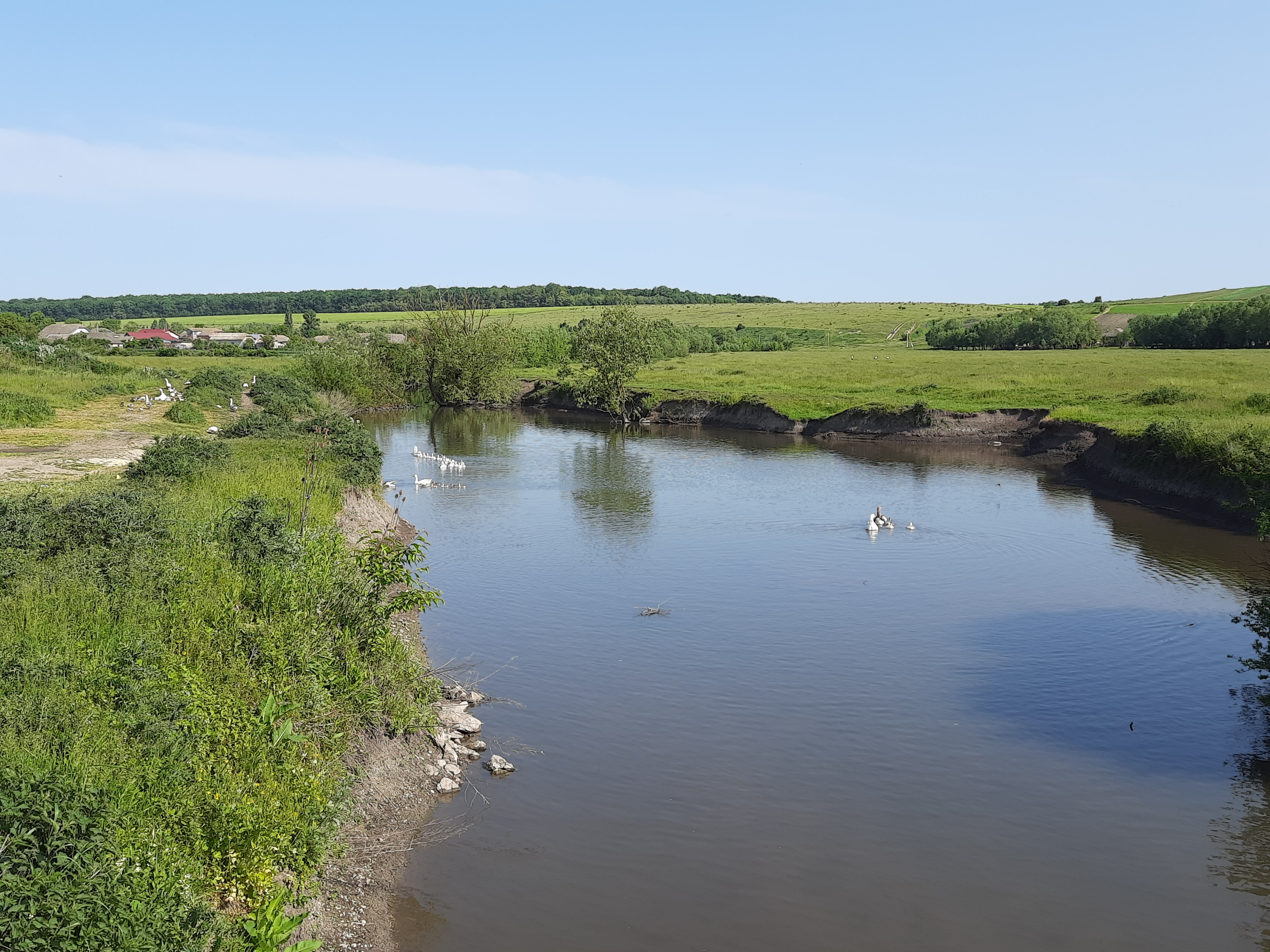
Річка Тайна біля села